# René Bertrand-Boutée
René Bertrand-Boutée (né René Bertrand à Maubeuge le 25 juillet 1877 et mort aux Sables-d'Olonne le 26 novembre 1969) est un sculpteur français.

## Biographie
Membre de la Société des artistes français, il obtient en 1906 une médaille de 2e classe au Salon des artistes français.

## Œuvres
- Monument aux morts élevé en l'honneur des artilleurs, l'un des rares de France, à La Fère (Aisne)
- Monument aux morts 1914-18, Landrecies (Nord)[3]
- Médaillon en bronze représentant Jean-Baptiste Gouvion sur le monument commémoratif du combat de La Glisuelle (1792), élevé en 1913 à Mairieux (Nord)[4]
- L'Aviation, Hôtel de Ville, Toul
- Buste de Horace Wells, square Thomas-Jefferson, place des États-Unis, Paris 16e

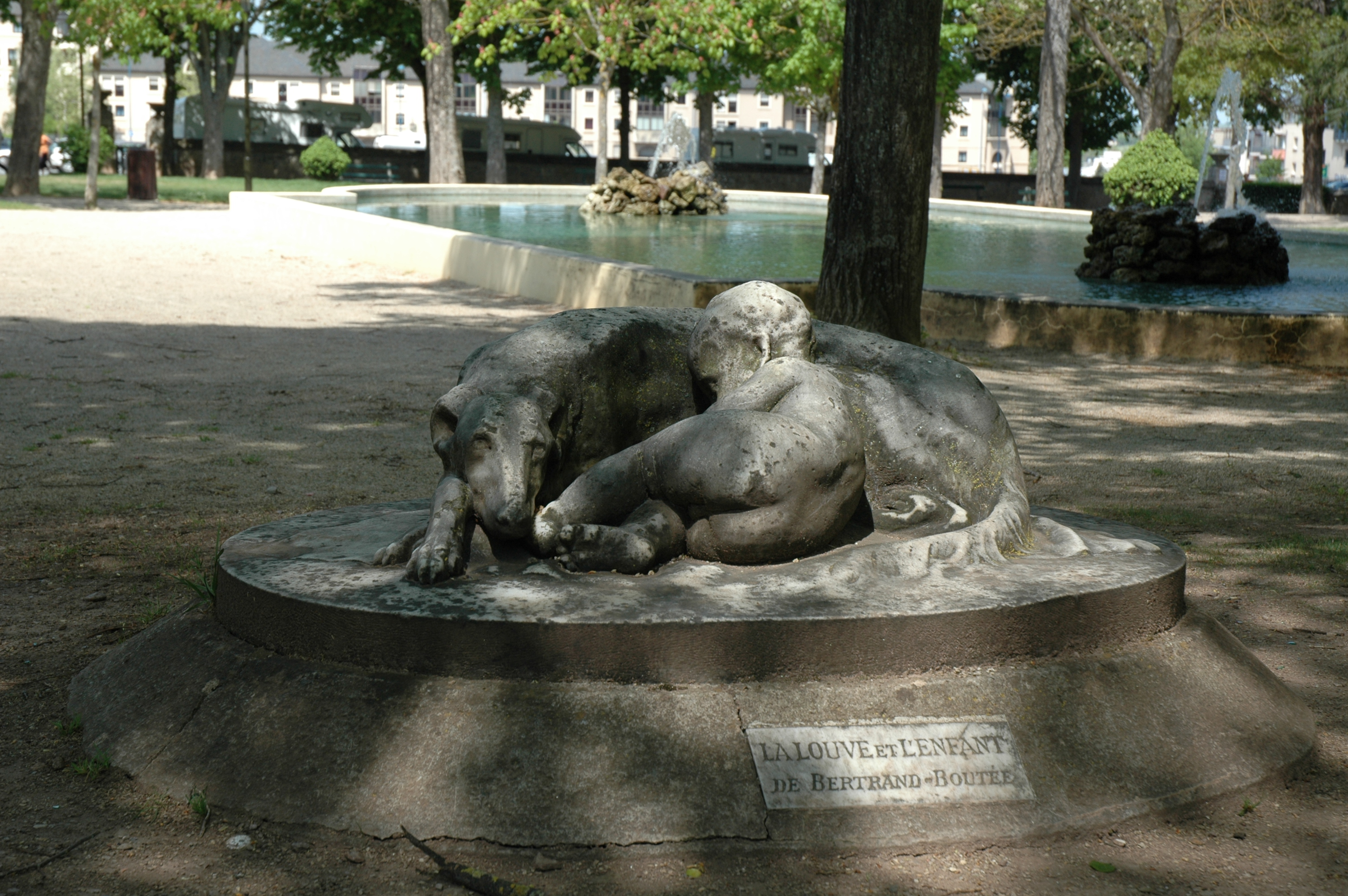
Sculpture de la Louve et l'enfant qui se trouvait dans le jardin du Foirail (Rodez) avant sa réhabilitation.

- Sculpture de la Louve et l'enfant qui se trouvait dans le jardin du Foirail (Rodez) avant sa réhabilitation.La Louve et l'Enfant, jardin du Foirail, Rodez
- Monument aux Guillemin érigé en 1910 à Avesnes-sur-Helpe en hommage aux anciens députés Ernest et Léon Guillemin[5].
- Enfants a la fontaine gagnant du prix du Salon à Paris en 1912.  Cette sculpture a été achetée par Warren Soper en 1912 et a été donné à la Commission de la Capitale Nationale en 1960 lorsque la famille Soper a vendu leur terrain.  La sculpture réside maintenant dans le parc de rocailles Rockliffe à Ottawa, Ontario (Canada)[6].

### Œuvres d'édition
Ces œuvres reproduites en série, ornent de nombreux monuments aux morts. Elles ont parfois été badigeonnées d'une polychromie postérieure à l'érection.

#### Buste de Poilu
Ce buste représente un poilu, un soldat français de la Première Guerre mondiale. Il tourne sa tête vers sa gauche. Il est présent sur le monument aux morts de : Aillon-le-Jeune.

#### Médaillon de Poilu
Ce médaillon représente un poilu, un soldat français de la Première Guerre mondiale. Il tourne sa tête vers sa gauche. Il est présent sur le monument aux morts de : Agon-Coutainville, Angles, Beure, Bidache, Cast, Clesles, Dampierre-sur-Salon, Dienne, Escarmain, Esprels, Étrœungt, Felleries.